# 普拉希-比永
普拉希-比永（法語：Plachy-Buyon，法語發音：[plaʃi bɥijɔ̃]）是法国上法蘭西大區索姆省的一个市镇，属于亚眠区。

## 地理
普拉希-比永（49°48'56"N, 2°13'8"E）面积10.13 平方千米，位于法国上法蘭西大區索姆省，该省份为法国北部沿海省份，北起加来海峡省和北部省，西接滨海塞纳省和大西洋英吉利海峡，南至瓦兹省，东临埃纳省。
与普拉希-比永接壤的市镇（或旧市镇、城区）包括：塞勒河畔巴库埃勒、埃贝库尔、南普蒂、普鲁泽勒、圣索夫略、塞勒河畔韦尔。
普拉希-比永的时区为UTC+01:00、UTC+02:00（夏令时）。

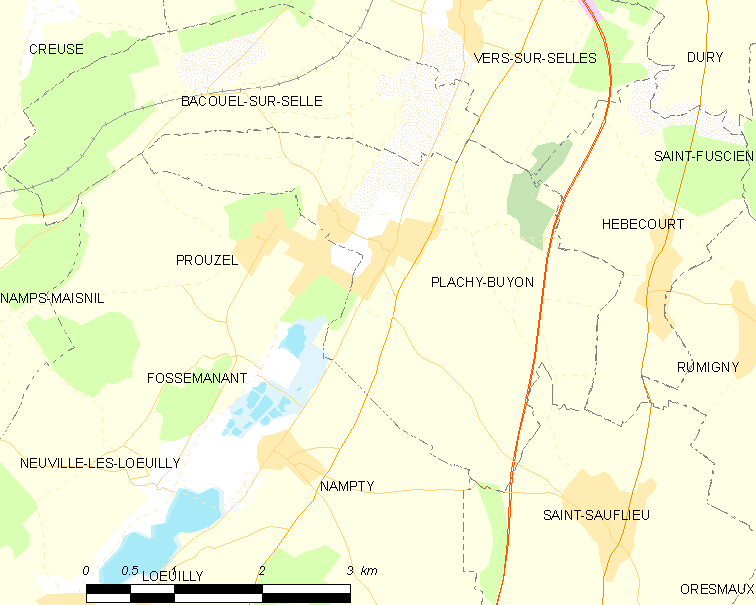
普拉希-比永的OSM定位图

## 行政
普拉希-比永的邮政编码为80160，INSEE市镇编码为80627。

## 政治
普拉希-比永所属的省级选区为努瓦河畔阿伊县。

## 人口

1962-2008年间普拉希-比永人口变化图示

普拉希-比永于2022年1月1日时的人口数量为863人。